# Aldo Melani
Aldo Melani (Pistoia, 13 giugno 1908 – Pistoia, 13 settembre 2001) è stato un calciatore italiano, di ruolo attaccante.

## Carriera
Dal 1929 al 1936 ha giocato in Serie B con la Pistoiese, mettendo a segno 3 reti in 61 presenze; è tornato a vestire la maglia arancione nella stagione 1937-1938, nella quale ha segnato un gol in 9 presenze in Prima Divisione (la terza serie dell'epoca), ottenendo anche l'ammissione al nascente campionato di Serie C. In seguito ha giocato per una stagione nell'Aglianese, per poi terminare la carriera da calciatore nel 1940.